# パディントン (映画)
『パディントン』（原題：Paddington）は、イギリス・フランス共同製作による2014年のファミリー映画作品、ポール・キングが脚本・監督を務めた実写アニメーションコメディ映画。ストーリーはマイケル・ボンドの児童文学作品『くまのパディントン』を元にしている。

## ストーリー
ペルーに探検にやってきたあるイギリス人探検家は、そこで知性のあるクマの夫婦に遭遇する。探検家はクマたちと意気投合し、「いつかロンドンを訪ねてきなさい」と約束を交わして帰国する。
40年後、クマの夫婦は年をとりロンドンへ行くことは叶わなかったが、彼らの甥は夫婦から話を聞き、ロンドンへの憧れを抱いていた。ある日、彼らの住む土地に大地震が発生し、叔父パストゥーゾが死んでしまう。叔母ルーシーは歳をとったことを理由に"老クマホーム"への入居を決め、甥クマは彼女に勧められ、新しい家を求めて探検家のいるロンドンに向かう。しかし、ロンドンに着いたクマは誰からも相手にされず夜のパディントン駅で途方に暮れてしまう。そこに旅行から帰ってきたブラウン一家が通りかかり、母親であるメアリーはひとりぼっちのクマに声をかける。彼女はクマに、駅の名前を取って"パディントン"と名付け家に招待し、彼が自分の住処を見つけられるまで家に住まわせてあげることにした。
しかし、都会の暮らしに慣れていないパディントンはさっそく騒動を引き起こしてしまい、一家の主ヘンリーから煙たがられてしまう。パディントンは探検家の行方を探すために、メアリーの協力で骨董品店を営むサミュエルの元を訪れる。その途中、パディントンは店を出ていく客が財布を落としたのを目撃し、財布を渡そうと客を追いかける。パディントンは街中で騒ぎを起こしながらも客に追いつくが、なんと客の正体はスリの常習犯だったため、その場で警察に逮捕される。彼は一躍街のヒーローとなり、ブラウン一家の娘ジュディや息子ジョナサンからも慕われるようになる。同じころ、パディントンの噂を聞いた自然史博物館のミリセントは、彼を剥製にしようと行方を探し始める。
サミュエルの協力で、探検家が地理学者協会の一員だと知らされたパディントンは、ヘンリーと共に協会を訪れるが、「ペルーを探検した協会員は存在しない」と返答される。二人は協会に忍び込み資料を探し、探検家の情報を見付け出す。パディントンは記録映像を見て、探検家の名前が「モンゴメリー・クライド」だと知る。そのころ、ブラウン一家の隣人カリーからパディントンのことを聞き出したミリセントは、彼を利用してパディントンを監視させる。彼女は一家の留守を狙いパディントンを誘拐しようとするが失敗し、撤退する。パディントンは連れ去られそうになったことをブラウン一家に話すが、信じてもらえず厄介者扱いされてしまう。ショックを受けたパディントンは家を飛び出し、一人でクライドを探し始める。
パディントンは名前を頼りにクライドを探し回り、ついに彼の家を発見する。ところが出てきたのは、なんと彼の娘であるミリセントであった。パディントンは彼女に捕まってしまい、自然史博物館へと連れていかれる。その現場を目撃したカリーはヘンリーに連絡し、事実を知ったブラウン一家はパディントンを助けるために自然史博物館に向かう。博物館に到着したミリセントは、「父がクマを捕獲して剥製にすることを拒んだために地理学者協会を追放され、そのために巻き添えになった自分は極貧生活を強いられた」と語り、パディントンを剥製にしようとする。しかし間一髪ヘンリーに助けられたパディントンは屋上に逃げてブラウン一家と合流するが、ミリセントに追いつかれてしまう。彼はハトを利用してミリセントを撃退し、和解したブラウン一家の元で再び暮らし始める。

## 登場人物

### クマ
パディントン
声 - ベン・ウィショー、日本語吹替 - 松坂桃李
叔父のパストゥーゾ、叔母のルーシーと共に暗黒の地ペルーのジャングルに住んでいたクマ。地震でパストゥーゾが亡くなったことをきっかけに、ルーシーにロンドンで家族を見つけるようにと送り出される。パディントン駅でブラウン一家と出会い、メアリーに「パディントン」と名付けられる（一応名前はあったが、クマ語でしか語れず、人語にすることはできなかった）。テンションが高く行動的だが、コミカルで少々おっちょこちょい。マーマレードが好物。風呂は好きじゃない。
ルーシー叔母さん
声 - イメルダ・スタウントン、日本語吹替 - 堀越真己
パディントンの叔母で夫の死と甥のロンドン行きを見届けて、自分は老齢で旅が無理なことを理由に"老クマホーム"に入る。眼鏡をかけている。
パストゥーゾ叔父さん
声 - マイケル・ガンボン、日本語吹替 - 宝亀克寿
パディントンの叔父で地震の際、自宅が崩壊するのを見て絶望するかのごとく呆然としたまま立ち尽くし、絶命する。生前は基本は落ち着いていながらもすごい発見などをした際にはテンションが高くなることがあった。

### ブラウン一家とその知人
ヘンリー・ブラウン
演 - ヒュー・ボネヴィル、日本語吹替 - 古田新太
ブラウン家の大黒柱。メアリーの夫で、ジュディとジョナサンの父。リスク管理の仕事をしている。心配性で、パディントンの真似をして階段の手すりを滑り降りようとしたジョナサンを注意したり、パディントンを「危険だ」と言って煙たがるため、ジョナサンから「石頭」と呼ばれている。バードさん曰く、昔はかなりワイルドだったらしいが子供が生まれてから変わった。パディントンを好きではないながらも、利害一致の理由で協力する。
メアリー・ブラウン
演 - サリー・ホーキンス、日本語吹替 - 斉藤由貴
ヘンリーの妻で、ジュディとジョナサンの母。冒険物語の挿絵画家。パディントン駅で出会った初対面のパディントンに自宅に泊まっていくよう薦める優しい性格。面倒見もいいが常識的な観点から厳しい言葉を言うこともある。娘のジュディに｢おチビちゃん」、「ココナッツちゃん」や「キャンディちゃん」などとニックネームをつけるが、ジュディからは嫌がられている。
ジュディ・ブラウン
演 - マデリン・ハリス、日本語吹替 - 三戸なつめ
ブラウン家の長女で、ジョナサンの姉。年頃な年齢で「キモい」が口癖で、パディントンからは「キモい病」と言われている。世間体を気にする冷めた性格でありながらも、勤勉で中国語を勉強していて、起業するのが目標。最初はパディントンのことをキモいと言って煙たがっていたが、新しい学校でパディンドンがいることで変に思われたくないのが理由で、パディンドンがアンドレを捕まえたことで人気者となり、皆から好かれるようになると本心を打ち明け謝罪をしたことで打ち解けていく。トニーというボーイフレンドがいる。
ジョナサン・ブラウン
演 - サミュエル・ジョスリン、日本語吹替 - 西田光貴
ブラウン家の長男で、ジュディの弟。活発で好奇心旺盛な性格で、自室には改造したおもちゃが並んでいる。自分で改造したおもちゃが原因で怪我をして入院したことがあり、それ以来ヘンリーからは危険な遊びをしないよう言われている。とりあえずは宇宙飛行士になることを目標としている。
バード夫人
演 - ジュリー・ウォルターズ、日本語吹替 - 定岡小百合
ブラウン家の親戚。住み込みの家政婦。未亡人であり亡夫は水兵だった。膝の調子があまり良くないが、膝の調子でパディントンが起こすアクシデントを予知できる。お酒好き。片づけが大好きで隙があれば掃除をしており、掃除機をコレクションしている。
カリー氏
演 - ピーター・カパルディ、日本語吹替 - 佐々木睦
ブラウン家の隣人。皮肉屋で気難しい性格だが冷酷ではなくミリセントがパディントンを剥製にすると知った時には彼女を軽蔑した。偶然出会ったミリセントに魅了され、パディントンを捕らえようとする彼女に協力する。母は冷たい人物だった模様。ミリセントに見限られたことで掌を返し、ブラウン一家に情報を提供した。
サミュエル・グルーバー
演 - ジム・ブロードベント、日本語吹替 - 小山武宏
骨董品屋でメアリーの友人。苦労をしてロンドンにやってきた移民だったので、パディントンにも協力的。

### クライド家
ミリセント・クライド
演 - ニコール・キッドマン、日本語吹替 - 木村佳乃
自然史博物館で剥製部長を務める女性。ある理由で長年に渡りあるクマを追い続けている。パディントンを剥製にすることを考えており、パディントンがロンドンにいることを知り、執拗に追い回す。行動力が尋常ではなく手馴れた潜入もできる。小さいながらも爆発に巻き込まれても大丈夫な耐久力を持つ。銃の扱いにも慣れている。
モンゴメリー・クライド
演 - ティム・ダウニー、日本語吹替 - 多田野曜平
探検家で地理学者協会の会員でミリセントの父。パディントンの先祖を庇ったことで地位を剥奪される。
アガサ・クライド
演 - マデリン・ウォーラル、日本語吹替 - まつだ志緒理
モンゴメリーの妻でミリセントの母。

### その他
トニー
演 - ジュード・ライト、日本語吹替 - 花倉洸幸
ジュディのボーイフレンド。彼女の家に行ったことが無い。
ジョー
演 - マット・ルーカス、日本語吹替 - 間宮康弘
タクシー運転手。パディントン駅でブラウン一家を乗せる。後にミリセントも乗せるがパディンドンのことを話したことで自白をさせるために彼女から拷問を受ける。
グラント
演 - ケイヴァン・ノヴァク、日本語吹替 - 乃村健次
自然史博物館の警備員。港でパディントンを見かける。
バリー
演 - サイモン・ファーナビー、日本語吹替 - 梅津秀行
地理学者協会の警備員。軽薄な態度をとる。女装したヘンリーを「セクシーな女」と評する。
アンドレ
演 - マット・キング、日本語吹替 - 烏丸祐一
スリ。サミュエルの骨董品屋でたくさんの財布を盗んでいた。偶然でパディントンに捕まり、その後警察に逮捕される。
紳士
演 - マイケル・ボンド
ブラウン一家とパディントンがタクシーでブラウン家へ向かうシーンに登場。

## 製作
2007年9月にプロデューサーのデヴィッド・ハイマンはパディントンの実写映画化を発表した。当初は製作をワーナー・ブラザース、脚本は『Mr.ビーン カンヌで大迷惑?!』のヘイミッシュ・マッコールが担当するとされていたが、後にフランスの映画製作会社スタジオカナルとにより製作されることが発表された。撮影は2013年9月に開始され、ヒュー・ボネヴィル、サリー・ホーキンスを含む主演俳優陣が発表された。この時、パディントンの声優は当初コリン・ファースが務める予定であったが、2014年6月17日に降板が発表され、最終的にベン・ウィショーが務めることになった。また、映画では原作者であるマイケル・ボンドが紳士役でカメオ出演している。
劇中でパディントンが登場するシーンでは、CGとアニマトロニクスによってパディントンが作られている。

## 音楽
- サウンドトラック - ニック・ウラタ作曲、2015年1月13日リリース。
- シャイン - グウェン ・ステファニーとファレル・ウィリアムス作曲、2015年1月13日リリース、アメリカ公開プロモーション・シングル。

## エピソード
製作を務めたデヴィッド・ハイマンは、『ハリー・ポッター』シリーズを手掛けたことでも知られている。今作にも、シリーズの俳優が何人か起用されている（ジュリー・ウォルターズやジム・ブロードベントなど）。
ミリセントを演じたニコール・キッドマンは『くまのパディントン』の大ファンであった。キッドマンが演じたのは悪役であったが、「オファーをいただいてとても感激しました。自分の大好きな作品に関われてとてもハッピーです」と語った。キッドマン自身が脚本や衣装のアイデアを出すなど、演技だけではなく様々な面から映画を支えた。
ウクライナ語吹替ではウォロディミル・ゼレンスキーがパディントンの声を担当した。続編『パディントン2』でも続投したものの、3作目『パディントン 消えた黄金郷の秘密』公開時は既に第6代ウクライナ大統領に就任していたため降板し、別の声優に交代した。

## 封切り
日本公開にあたっては、AIの「ハピネス」がイメージソングとして起用され、予告編などに採用された。

## 興行収入
2014年11月28日にイギリスで公開された本作は、公開初週末に800万ドル（510万ポンド）を稼ぎ出し、2週連続でトップとなった。本国では、ファミリー向けの映画作品としては『LEGO® ムービー』に次ぐ興行成績である。またフランスでも、週終わりの同年12月9日に興行収入でトップを記録した。アメリカでは2015年1月16日に公開され、初週末で1920万ドルを稼ぎ出し、週末興行収入ランキングで3位となった。

## 批評
映画批評集積サイトRotten Tomatoesには119件のレビューが寄せられ、支持率は98%と本作に肯定的な評価を下している。同サイトでは批評家の意見の要約として「（主人公である）パディントンの本質的な魅力を犠牲にすることなく、たまらなく可愛いらしいファミリー向けの冒険物語を描いている」と述べている。また、Metacriticでも好意的なレビューが38件も寄せられており、加重平均値は77/100となっている。なお、アメリカの映画市場調査会社シネマスコアによると、A+からFまでの評価グレードのうち、本作に与えられた評価は"A"となっている。

## 受賞
| 賞                     | 部門                               | 候補                                 | 結果       |
| ---------------------- | ---------------------------------- | ------------------------------------ | ---------- |
| 英国アカデミー賞       | 英国作品賞                         | デヴィッド・ハイマン、ポール・キング | ノミネート |
| 英国アカデミー賞       | 脚本賞                             | ポール・キング                       | ノミネート |
| 英国アカデミー賞       | 作品賞（キッズ部門）               | デヴィッド・ハイマン、ポール・キング | 受賞       |
| 英国アカデミー賞       | 声優賞（キッズ部門）               | パディントン                         | ノミネート |
| エンパイア賞           | 英国作品賞                         | デヴィッド・ハイマン、ポール・キング | ノミネート |
| エンパイア賞           | 作品賞（コメディ部門）             | デヴィッド・ハイマン、ポール・キング | 受賞       |
| サターン賞             | 作品賞（ファンタジー部門）         | デヴィッド・ハイマン、ポール・キング | ノミネート |
| AARP大人のための映画賞 | 大人になりきれない人のための作品賞 | デヴィッド・ハイマン、ポール・キング | ノミネート |

## テレビ放送
| 回数 | テレビ局   | 放送日         | 放送時間      | 放送分数 | 吹き替え版 | 視聴率 | 備考                                                     |
| ---- | ---------- | -------------- | ------------- | -------- | ---------- | ------ | -------------------------------------------------------- |
| 1    | テレビ東京 | 2017年12月25日 | 13:35 - 15:40 | 125分    | 劇場公開版 | 2.1%   | 「パディントン2」公開記念Ｘ’ｍａｓスペシャルとして放送。 |

- 視聴率はビデオリサーチ調べ、関東地区・世帯・リアルタイム。